# Tarripa
Tarripa (in greco antico: Θαρύπας?, Tharypas; 430 a.C. – 392 a.C.) è stato un re dei Molossi d'Epiro e antenato di Alessandro Magno.

## Biografia
Tarripa era il padre di Alceta I e si dice che sia stato il primo a introdurre le consuetudini e la cultura greca nelle sue città.